# The New Sounds
| Оценки критиков                   | Оценки критиков |
| Источник                          | Оценка          |
| --------------------------------- | --------------- |
| AllMusic                          | [ 1 ]           |
| The Encyclopedia of Popular Music | [ 2 ]           |

The New Sounds — дебютный сольный студийный альбом американского джазового музыканта Майлза Дэвиса. Выпущенный в конце 1951 года как 10-дюймовая пластинка, это его первый альбом в качестве лидера группы и его первый полноценный альбом для Prestige Records.

## Список композиций
1. Conception (Джордж Ширинг) — 4:03
2. Dig (Майлз Дэвис) — 7:33
3. My Old Flame (Сэм Кослоу, Артур Джонстон) — 6:36
4. It’s Only A Paper Moon (Гарольд Арлен, Йип Харбург, Билли Роуз)  — 5:23

## Участники записи
- Майлз Дэвис — труба
- Джеки Маклин — альт-саксофон
- Сонни Роллинз — тенор-саксофон
- Уолтер Бишоп мл. — фортепиано
- Томми Поттер — контрабас
- Арт Блэйки — ударные